# Pac-car II

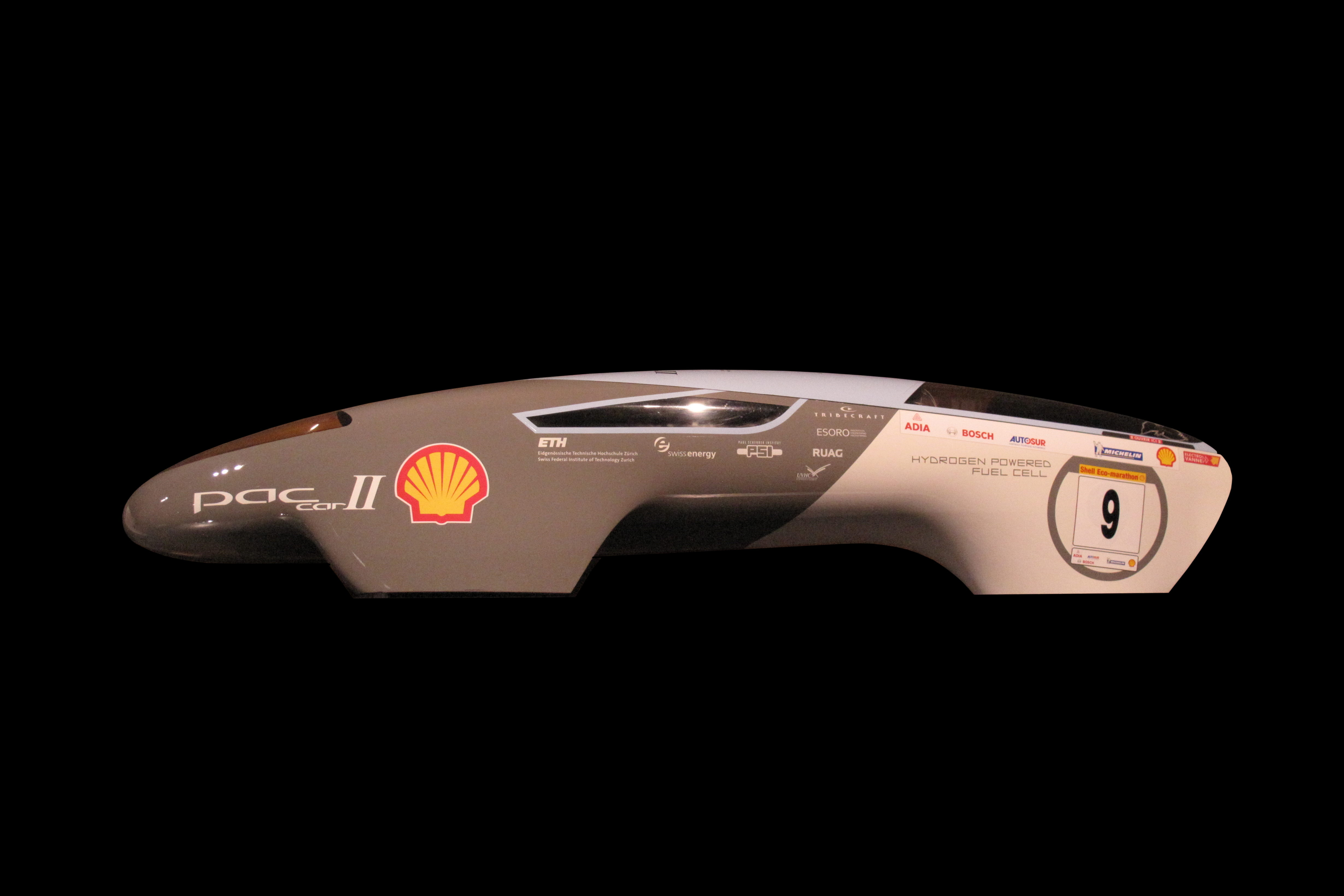
Pac-Automovilístico II

Pac-Car II  fue desarrollado como un proyecto estudiantil en el ETH Zürich (Instituto Federal suizo de Tecnología). Los componentes del proyecto, un grupo de estudiantes y un dirigente de equipo experimentado, tenían como objetivo construir un vehículo que usase el menor combustible posible. Utilizaron una célula de hidrógeno como combustible, desarrollada en ETH/PSI (Paul Scherrer Instituto), como fuente de energía, siendo el agua pura las únicas emisiones del coche. 

## Características
- Aerodinámico (coeficiente de arrastre de Cd =0.075, Af=0.254 m²)
- Un cuerpo ligero (masa total de 29 kg, materiales de fibra de carbono)
- Resistencia de rodamiento bajo de los neumáticos Radiales de Michelin (Cr=0.0008)
- Eficaz powertrain (casi 50%)
- Uso de simulacro y herramientas de optimización (CFD, FEM, MATLAB y Simulink, GESOP)

## Registro mundial
El 26 de junio de 2005, el Pac-Car II registró un nuevo record mundial respecto a Combustible-Ahorro de 5385 km/l equivalente al uso de gasolina durante la Concha Eco-Maratón en Ladoux, Francia. Durante su tercera carrera en 20.6 km el coche consumió aproximadamente 1 g de Hidrógeno a una velocidad promedio de 30 km/h (aproximadamente 18.6 mph). Esto corresponde a 0.0186 L/100 km (15,200 mpg‑imp; 12,600 mpg‑EE. UU.) equivalencia de gasolina. Este registro está certificado por el Guinness Libro de Registros Mundiales.